# Forêts des hauts plateaux de Terre-Neuve
Localisation
Les forêts des hauts plateaux de Terre-Neuve sont une écorégion terrestre nord-américaine du type forêts boréales, taïga du World Wildlife Fund

## Répartition
La répartition des forêts des hauts plateaux de Terre-Neuve se limite aux plateaux et aux montagnes élevés de l'île de Terre-Neuve. 

## Climat
La température annuelle moyenne est de 4 °C. La température estivale moyenne varie entre 11,5 et 12 °C. La température hivernale moyenne varie entre -3,5 et −4 °C. Le taux de précipitations annuel se situe entre 1 000 mm et 1 400 mm.

## Géomorphologie
Les monts des forêts des hauts plateaux de Terre-Neuve recouvrent l'extrémité nord des montagnes appalachiennes. Le relief est accidenté et les versants des montagnes sont escarpés. Les crêtes et les buttons rocheux sont abondants. L'altitude moyenne se situe entre 300 m et 700 m, mais les plus hauts sommets atteignent 815 m. Cette écorégion se distingue des forêts de l'Est du Canada par son altitude plus élevée.

## Caractéristiques biologiques
La végétation de cette écorégion se compose principalement d'une mosaïque de forêts d'épinettes noires et de sapins baumiers rabougris, dégagés ou fermés, et de communautés de Kalmia polifolia et de mousses.  On y retrouve les populations de lièvre arctique les plus méridionales du continent.

## Conservation
On estime que cette écorégion est intacte dans une proportion de 80 à 90 %. Les perturbations sont principalement dues aux emprises de lignes à haute tension, aux activités minières et à l'exploitation forestière.